# Mistrzostwa Świata w Skokach na Trampolinie 2019
Mistrzostwa Świata w Skokach na Trampolinie 2019 – 34. edycja mistrzostw świata w skokach na trampolinie. Zawody zostały rozegrane w dniach 28 listopada–1 grudnia w Ariake Gymnastics Centre w stolicy Japonii, Tokio. Były dla zawodników szansą na zakwalifikowanie się do Igrzysk Olimpijskich 2020.

## Program
| Data         | Wydarzenie   | Konkurencja |
| ------------ | ------------ | --- |
| 28 listopada | Kwalifikacje | Mężczyźni: Skoki indywidualne na trampolinie Skoki na podwójnej mini trampolinie Kobiety: Skoki indywidualne na trampolinie Skoki na ścieżce Skoki na podwójnej mini trampolinie                                                                  |
| 29 listopada | Kwalifikacje | Mężczyźni: Skoki na ścieżce Skoki synchroniczne na trampolinie Kobiety: Skoki synchroniczne na trampolinie |
| 29 listopada | Finały       | Mężczyźni: Skoki na ścieżce (druż.) Skoki na podwójnej mini trampolinie (druż.) Skoki indywidualne na trampolinie (druż.) Kobiety: Skoki na ścieżce (druż.) Skoki na podwójnej mini trampolinie (druż.) Skoki indywidualne na trampolinie (druż.) |
| 30 listopada | Półfinały    | Mężczyźni: Skoki indywidualne na trampolinie Kobiety: Skoki indywidualne na trampolinie |
| 30 listopada | Finały       | Mężczyźni: Skoki na podwójnej mini trampolinie Skoki synchroniczne na trampolinie Kobiety: Skoki na ścieżce Skoki synchroniczne na trampolinie |
| 1 grudnia    | Finały       | Mężczyźni: Skoki na ścieżce Skoki indywidualne na trampolinie Kobiety: Skoki na podwójnej mini trampolinie Skoki indywidualne na trampolinie Konkurencje mieszane: Wielobój drużynowy                                                             |

## Uczestnicy
Na występ w mistrzostwach uprawnione są 39 reprezentacje. Ostatecznie zostało zgłoszonych 335 zawodników (185 mężczyzn i 150 kobiet) z 37 państw.

- Algieria (1)
- Argentyna (10)
- Australia (23)
- Austria (3)
- Azerbejdżan (3)
- Belgia (5)
- Białoruś (9)
- Brazylia (8)
- Bułgaria (2)
- Chiny (22)
- Czechy (2)
- Dania (9)
- Egipt (8)
- Francja (15)
- Grecja (4)
- Gruzja (2)
- Hiszpania (11)
- Holandia (6)
- Iran (1)
- Japonia (19)
- Kanada (20)
- Kazachstan (4)
- Meksyk (9)
- Niemcy (7)
- Nowa Zelandia (10)
- Polska (4)
- Portugalia (17)
- Rosja (26)
- Stany Zjednoczone (23)
- Szwajcaria (2)
- Szwecja (4)
- Turcja (3)
- Ukraina (14)
- Uzbekistan (3)
- Wenezuela (1)
- Wielka Brytania (21)
- Włochy (4)

## Medaliści
| Konkurencja                                 | Złoto | Srebro | Brąz |
| Mężczyźni                                   | | | |
| Skoki indywidualne na trampolinie           | Gao Lei | Iwan Litwinowicz | Dong Dong |
| Skoki indywidualne na trampolinie (druż.)   | Białoruś · Alaksiej Dudarau · Uładzisłau Hanczarou · Iwan Litwinowicz · Ałeh Rabcau | Chiny · Dong Dong · Gao Lei · Tu Xiao · Yan Langyu | Rosja · Nikita Fiedorienko · Andriej Judin · Michaił Mielnik · Dmitrij Uszakow                                                          |
| Skoki synchroniczne na trampolinie          | Japonia 1 · Ginga Munetomo · Katsufumi Tasaki | Białoruś 2 · Ałeh Rabcau · Uładzisłau Hanczarou | Rosja 2 · Michaił Mielnik · Siergiej Azarian                                                                                            |
| Skoki na podwójnej mini trampolinie         | Michaił Załomin | Ruben Padilla | Alexander Renkert |
| Skoki na podwójnej mini trampolinie (druż.) | Rosja · Andriej Gładenkow · Wasilij Makarski · Aleksandr Odincow · Michaił Załomin | Stany Zjednoczone · Noah Orr · Ruben Padilla · Alexander Renkert · Simon Smith                                                                                                 | Portugalia · Diogo Cabral · João Caeiro · Diogo Carvalho Costa · Tiago Sampaio Romao                                                    |
| Skoki na ścieżce                            | Aleksand Lisicyn | Elliott Browne | Kaden Brown |
| Skoki na ścieżce (druż.)                    | Wielka Brytania · Elliott Browne · Dominic Mensah · Jaydon Paddock · Kristof Willerton | Rosja · Wadim Afanasiew · Aleksand Lisicyn · Maksim Rabikow · Maksim Szlakin                                                                                                   | Stany Zjednoczone · Kaden Brown · Haydn Fitzgerald · Brandon Krzynefski · Alexander Renkert                                             |
| Kobiety                                     | | | |
| Skoki indywidualne na trampolinie           | Hikaru Mori | Chisato Doihata | Rosannagh MacLennan |
| Skoki indywidualne na trampolinie (druż.)   | Japonia · Chisato Doihata · Hikaru Mori · Reina Satake · Megu Uyama | Wielka Brytania · Katherine Driscoll · Laura Gallagher · Bryony Page · Isabelle Songhurst                                                                                      | Kanada · Rosannagh MacLennan · Sophiane Méthot · Sarah Milette · Samantha Smith                                                         |
| Skoki synchroniczne na trampolinie          | Japonia 2 · Ayano Kishi · Yumi Takagi | Rosja 1 · Susana Koczesok · Anna Kornietska | Kanada 1 · Samantha Smith · Rachel Tam                                                                                                  |
| Skoki na podwójnej mini trampolinie         | Lina Sjöberg | Bronwyn Dibb | Aleksandra Bonarcewa |
| Skoki na podwójnej mini trampolinie (druż.) | Stany Zjednoczone · Kiley Lockett · Kayttie Nakamura · Tristan Van Natta · Sydney Senter | Wielka Brytania · Kim Beattie · Ruth Shevelan · Kirsty Way · Bethany Williamson                                                                                                | Rosja · Galina Biegim · Aleksandra Bonarcewa · Alina Christienko · Polina Trojanowa                                                     |
| Skoki na ścieżce                            | Wiktorija Daniłenko | Shanice Davidson | Megan Kealy |
| Skoki na ścieżce (druż.)                    | Wielka Brytania · Aimee Antonius · Shanice Davidson · Megan Kealy · Kaitlin Lafferty | Rosja · Wiktorija Daniłenko · Jelena Krasnokutcka · Irina Siliczewa · Jelina Stiepanowa                                                                                        | Francja · Léa Callon · Marie Deloge · Isma Laanaya · Émilie Wambote                                                                     |
| Konkurencje mieszane                        | | | |
| Wielobój drużynowy                          | Rosja · Wadim Afanasiew · Siegiej Azarian · Wiera Bielankina · Wiktorija Daniłenko · Susana Koczesok · Anna Kornietska · Michaił Mielnik · Polina Trojanowa · Dmitrij Uszakow · Michaił Załomin | Stany Zjednoczone · Nicole Ahsinger · Kaden Brown · Eve Doudican · Jeffrey Gluckstein · Ellen Heinen · Kayttie Nakamura · Tristan Van Natta · Ruben Padilla · Aliaksei Shostak | Chiny · Fan Xinyi · Fang Lulu · Feng Baoyi · Gao Lei · Huang Yanfei · Liu Hui · Wang Xiaoyin · Yan Langyu · Zhang Xuan · Zhang Zhenqian |

## Klasyfikacja medalowa
| Pozycja | Reprezentacja     | Złoto | Srebro | Brąz | Razem |
| ------- | ----------------- | ----- | ------ | ---- | ----- |
| 1.      | Rosja             | 5     | 3      | 4    | 12    |
| 2.      | Japonia           | 4     | 1      | 0    | 5     |
| 3.      | Wielka Brytania   | 2     | 4      | 1    | 7     |
| 4.      | Stany Zjednoczone | 1     | 3      | 3    | 7     |
| 5.      | Białoruś          | 1     | 2      | 0    | 3     |
| 6.      | Chiny             | 1     | 1      | 2    | 4     |
| 7.      | Szwecja           | 1     | 0      | 0    | 1     |
| 8.      | Nowa Zelandia     | 0     | 1      | 0    | 1     |
| 9.      | Kanada            | 0     | 0      | 3    | 3     |
| 10.     | Francja           | 0     | 0      | 1    | 1     |
| 10.     | Portugalia        | 0     | 0      | 1    | 1     |
| Razem   | Razem             | 15    | 15     | 15   | 45    |